# Stabbkleiva
Stabbkleiva (norwegisch für Steiler Anstieg des Stumpfs) ist ein Gebirgspass im ostantarktischen Königin-Maud-Land. In der Gjelsvikfjella liegt er im Stabben in der Region um die norwegische Troll-Station.
Wissenschaftler des Norwegischen Polarinstituts benannten ihn 2007 in Anlehnung an die Benennung des Stabben.